# Чернявский, Степан Николаевич
Степан Николаевич Чернявский (укр. Степан Миколайович Чернявський; род. 4 мая 1973, пгт Ивановка, Одесская область) — украинский предприниматель, основатель компании по оптовой торговле мясом и мясными продуктами.
Народный депутат Украины IX созыва.

## Биография
В 1995 году окончил Одесскую национальную пищевую академию (специальность «Инженер-механик»).
Чернявский работал инженером-механиком Выгоднянского комбината хлебопродуктов, был докером-механизатором Одесского морского торгового порта.
Является основателем и руководителем ООО «Агростар экспорт» (учредитель ООО «Сервис Мясо», ООО «ПМК-2015»).

## Политическая деятельность
Кандидат в народные депутаты от партии «Слуга народа» на парламентских выборах 2019 года (избирательный округ № 138, Ананьевский, Березовский, Ивановский, Любашёвский, Николаевский, Ширяевский районы, часть Лиманского района). На время выборов: физическое лицо-предприниматель, беспартийный. Проживает в Одессе.
Заместитель председателя Комитета Верховной Рады по вопросам аграрной и земельной политики.